# Belgrade Open 2021
Belgrade Open 2021 byl profesionální tenisový turnaj mužského okruhu ATP Tour, který se odehrával na antukových dvorcích v Novakově tenisovém centru. Probíhal mezi 23. až 29. květnem 2021 v srbské metropoli Bělehradu jako úvodní ročník turnaje. Belgrade Open byl do kalendáře zařazen dodatečně po týdenním odkladu French Open, jemuž bezprostředně předcházel. V Novakově tenisovém centru navázal na dubnový Serbia Open. Ředitelem se stal Djorde Djoković, mladší bratr světové jedničky a nejvýše nasazeného Srba Novaka Djokoviće.
Turnaj s rozpočtem 511 000 eur patřil do kategorie ATP Tour 250. Jako poslední přímý účastník do singlové soutěže nastoupil 89. hráč žebříčku, Litevec Ričardas Berankis.
Osmdesátý třetí singlový titul na okruhu ATP Tour vybojoval první hráč světa, 34letý Srb Novak Djoković, jenž si z bělehradského rodiště odvezl třetí trofej. Čtyřhru ovládla izraelsko-běloruská dvojice Jonatan Erlich a Andrej Vasilevskij.

## Rozdělení bodů a finančních odměn

### Rozdělení bodů
| Soutěž       | vítězové | finalisté | semifinalisté | čtvrtfinalisté | 16 v kole | 32 v kole | Q  | Q2 | Q1 |
| ------------ | -------- | --------- | ------------- | -------------- | --------- | --------- | -- | -- | -- |
| dvouhra mužů | 250      | 150       | 90            | 45             | 20        | 0         | 12 | 6  | 0  |
| čtyřhra mužů | 250      | 150       | 90            | 45             | 0         | —         | —  | —  | —  |

### Finanční odměny
| Soutěž                                | vítězové | finalisté | semifinalisté | čtvrtfinalisté | 16 v kole | 32 v kole | Q2      | Q1      |
| ------------------------------------- | -------- | --------- | ------------- | -------------- | --------- | --------- | ------- | ------- |
| dvouhra mužů                          | 78 795 € | 46 290 €  | 27 290 €      | 15 595 €       | 9 025 €   | 5 275 €   | 2 580 € | 1 340 € |
| čtyřhra mužů                          | 27 140 € | 14 620 €  | 8 300 €       | 4 740 €        | 2 790 €   | —         | —       | —       |
| částka ve čtyřhrách je uvedena na pár |          |           |               |                |           |           |         |         |

## Dvouhra mužů

### Nasazení
| Stát                           | Hráč                | ATP | Nasazení |
| ------------------------------ | ------------------- | --- | -------- |
| Srbsko                         | Novak Djoković      | 1.  | 1.       |
| Francie                        | Gaël Monfils        | 14. | 2.       |
| Gruzie                         | Nikoloz Basilašvili | 31. | 3.       |
| Francie                        | Adrian Mannarino    | 37. | 4.       |
| Srbsko                         | Dušan Lajović       | 40. | 5.       |
| Srbsko                         | Filip Krajinović    | 41. | 6.       |
| Srbsko                         | Miomir Kecmanović   | 47. | 7.       |
| Argentina                      | Federico Delbonis   | 50. | 8.       |
| Žebříček ATP k 17. květnu 2021 |                     |     |          |

### Jiné formy účasti
Následující hráči obdrželi divokou kartu do hlavní soutěže:
- Pedja Krstin
- Hamad Medjedović
- Marko Topo

Následující hráč obdržel do hlavní soutěže zvláštní výjimku:
- Arthur Rinderknech

Následující hráč nastoupil do hlavní soutěže z pozice náhradníka:
- Federico Coria

Následující hráči postoupili z kvalifikace:
- Roberto Carballés Baena
- Andrej Martin
- Alex Molčan
- Christopher O'Connell

Následující hráči postoupili z kvalifikace jako tzv. šťastní poražení:
- Lukáš Klein
- Mats Moraing

### Odhlášení
před zahájením turnaje
- Pablo Andújar → nahradil jej  Federico Coria
- Laslo Djere → nahradil jej  Mats Moraing
- Filip Krajinović → nahradil jej  Lukáš Klein

## Mužská čtyřhra

### Nasazení
| Stát                                                                                    | Hráč              | Stát       | Hráč              | ATP  | Nasazení |
| --------------------------------------------------------------------------------------- | ----------------- | ---------- | ----------------- | ---- | -------- |
| Indie                                                                                   | Rohan Bopanna     | Chorvatsko | Franko Škugor     | 76.  | 1.       |
| Francie                                                                                 | Fabrice Martin    | Monako     | Hugo Nys          | 88.  | 2.       |
| Uruguay                                                                                 | Ariel Behar       | Ekvádor    | Gonzalo Escobar   | 97.  | 3.       |
| Brazílie                                                                                | Marcelo Demoliner | Mexiko     | Santiago González | 105. | 4.       |
| Žebříček ATP k 17. květnu 2021; číslo je součtem žebříčkového postavení obou členů páru |                   |            |                   |      |          |

### Jiné formy účasti
Následující páry obdržely divokou kartu do čtyřhry:
- Hamad Medjedović /  Marko Tepavac
- Ivan Sabanov /  Matej Sabanov

### Odhlášení
před zahájením turnaje
- Sander Arends /  David Pel → nahradili je  Sander Arends /  Luis David Martínez
- Rajeev Ram /  Joe Salisbury → nahradili je  Roberto Carballés Baena /  Federico Coria

## Přehled finále

### Mužská dvouhra
- Novak Djoković vs.  Alex Molčan, 6–4, 6–3

### Mužská čtyřhra
- Jonatan Erlich /  Andrej Vasilevskij vs.  André Göransson /  Rafael Matos, 6–4, 6–1